# Église Saint-Vincent de Combs-la-Ville
L'église Saint-Vincent est une église située à Combs-la-Ville, en Seine-et-Marne, France.

## Description
L'église Saint-Vincent s'élève sur la place André-Jarlan à Combs-la-Ville, dans un milieu urbain. Il s'agit d'un édifice de style néogothique, composé d'une nef terminée par un chevet plat. Le clocher, de construction antérieure, est de plan carré et mesure 43 m de hauteur.
L'édifice est dédié à Vincent de Saragosse,.

## Historique
Le lieu accueille plusieurs édifices religieux au fil des siècles ; le plus ancien remontant au VIIe ou VIIIe siècle. Au début du XXe siècle, l'édifice menace de s'effondrer et l'église est intégralement reconstruite entre 1900 et 1902 : seul le clocher demeure de l'édifice précédent, ainsi que des bases et des chapiteaux de piliers datant de la fin du XIIe siècle et du début du XIIIe siècle.
L'édifice est inscrit le 21 novembre 2021 au label « Patrimoine d'intérêt régional ».

## Patrimoine mobilier
L'église comporte un ensemble mobilier protégé au titre des monuments historiques :
- Cloche (1767)[4]
- Estampe : Le Triomphe de Jésus Christ (sacristie, XVIIe siècle, gravée par Nicolas de Larmessin)[5]
- Statues :
  - Sainte Anne (possiblement ; chœur, XVIIIe siècle, bois peint)[6]
  - Deux statues de saints évêques (nef, XVIIIe siècle, bois)[7],[8]
  - Vierge à l'Enfant (autel de la Vierge, XIVe siècle, pierre)[9]
- Tableaux :
  - Le Martyre de saint Vincent (XVIIe siècle, copie attribuée à Jean Jouvenet d'un tableau vénitien du XVIe siècle)[10]
  - Nativité (1859 ; volée en 1993)[11]